# Jack Stauber
Jack Stauber (McKean, 6 de abril de 1996) é um músico, compositor, animador, produtor e criador de conteúdo estadunidense. Conhecido pela estranheza percebida em suas letras e nos videoclipes que as acompanham, suas canções têm sido usadas em uma variedade de memes no YouTube e no TikTok. Ele é conhecido por seus videoclipes quem incluem live-actions, stop motions e animações com uma estética VHS. Stauber publicou pela primeira vez no YouTube em 20 de abril de 2013. Stauber foi membro das bandas Joose e Zaki. Em 2020, ele ganhou o Shorty Awards na categoria Best in Weird.
Seu álbum de estreia, Finite Form (2013), foi lançado em 18 de março de 2013, quando ele tinha 16 anos. Inspirando-se na música folk, seu segundo álbum, Viator (2015), foi lançado dois anos depois, em 18 de setembro de 2015. O terceiro álbum de estúdio de Stauber, Pop Food (2017), foi experimentado com pop, lo-fi e uma estética dos anos 1980 e 90. As duas primeiras faixas, "Buttercup" e "Oh Klahoma", viralizaram no TikTok e tem um total de 428 milhões de streams no Spotify em julho de 2024. Seu último álbum, HiLo (2018), contém elementos de funk, pop e rock.

## Vida pessoal
Stauber cresceu em McKean, Pensilvânia, Ele se formou em marketing e em arte de estúdio na Universidade de Pittsburgh. Em uma entrevista, Stauber revelou que seu desenho animado favorito é Rugrats, e elogiou o estilo de arte, afirmando "reserve um tempo para assistir um minuto do piloto de Rugrats se você nunca viu antes. O estilo de arte é além de incrível". Stauber também é fã de Pink Floyd – The Wall, Merrie Melodies, da Pantera Cor-de-Rosa, M83, Bruce Bickford, The Mighty Boosh, Donovan e The Residents.

## Projetos e vídeos notáveis

### "Buttercup" e "Oh Klahoma"
O trabalho mais famoso de Stauber, "Buttercup", é a música de abertura lançada em seu álbum de 2017 Pop Food. A música, junto com remixes e covers dela, se tornou um meme popular na internet, especialmente no TikTok, o que contribuiu substancialmente para seu sucesso. A música teve 331 milhões de streams no Spotify em março de 2022. Stauber não lançou um videoclipe oficial para "Buttercup". A música foi descrita como "pop borbulhante e dramático com vocais no estilo Panda Bear". O YouTuber lisuga fez um popular vídeo usando clipes do curta japonês, "Kick-Heart". É o vídeo mais visto no YouTube relacionado a Jack Stauber, com 213 milhões de visualizações desde de janeiro de 2022.
"Oh Klahoma", a segunda faixa de Pop Food, também se tornou popular. A música tem 116 milhões de streams no Spotify em março de 2022. A música é mais conhecida como música de fundo para uma trend do TikTok chamada #ghostphotoshoot, onde os criadores se vestem de fantasmas e tiram fotos de si mesmos, às vezes usando óculos escuros e outros acessórios de moda. No entanto, a trend tornou-se controversa, com críticos dizendo que os trajes com lençol usados pareciam roupões da KKK.

### Adult Swim
Stauber fez vários projetos para o Adult Swim. Todos esses projetos foram extremamente bem no YouTube e no Adult Swim, obtendo milhões de visualizações.

#### Wishing AppleeValentine's Day is Not for the Lonely
O primeiro curta que Stauber criou para o Adult Swim foi "Wishing Apple", um curta lançado em 3 de julho de 2018 no canal do Adult Swim no YouTube.
O seu próximo foi "Valentine's Day is Not for the Lonely", que estreou no episódio "Love" da oitava temporada de Off The Air em 28 de agosto de 2018. No entanto, o curta foi criado e lançado no Dia dos Namorados, quase 6 meses antes do curta ser lançado no Adult Swim, em 14 de fevereiro de 2018. O vídeo também foi encurtado para sua estreia no Adult Swim.

#### SHOP: A Pop Opera
Quase um ano após a criação de "Valentine's Day is Not for the Lonely", a comédia musical surreal SHOP: A Pop Opera estreou no Adult Swim em março de 2019. A série utiliza técnica mista, claymation incorporada, música e filtros semelhantes a VHS. A série de seis partes foi ao ar com cada episódio sendo lançado à meia-noite, de 4 a 9 de março. Os episódios também foram colocados no YouTube no dia seguinte. Um ano depois, Stauber lançou a trilha sonora da minissérie em 8 de março, depois que alguém invadiu sua conta e enviou fraudulentamente a trilha sonora em outubro do ano anterior. Em 4 de novembro de 2020, a série completa foi lançada no canal do Adult Swim no YouTube.
A série gira em torno de um homem sem nome, apelidado de Jeff pela comunidade, que vai fazer compras no supermercado. A cada item em sua lista, ele encontra indivíduos que estão envolvidos em um hábito ou dilema pessoal, ao mesmo tempo que se assemelham vagamente à coisa que ele está comprando. Depois de ficar insatisfeito com a escolha de um quilo de queijo ao acaso, ele supera sua indecisão e vai experimentar uma amostra de iogurte que estava pensando em provar no início.[carece de fontes?]

#### Jack Stauber's OPAL
O mais recente projeto para o Adult Swim criado por Stauber é um curta-metragem surreal musical de terror psicológico, intitulado Jack Stauber's OPAL, que estreou em 31 de outubro de 2020. No mesmo dia, OPAL também foi lançado no canal do Adult Swim no YouTube. Stauber também recebeu ajuda dos produtores da Williams Street para a criação de OPAL. A série utiliza segmentos de stop motion, animação 3D e live-action.
O curta é centrado em uma garota chamada Opal que vive com sua gentil e carinhosa família. Eles dizem a ela para ficar longe de uma casa assustadora do outro lado da rua, mas sua curiosidade a domina e ela se encontra presa na casa sombria. Ela conhece os habitantes, um velho que fuma e assiste TV, um homem vaidoso que fala sobre sua aparência e uma mulher que bebe e culpa os outros por seus problemas. Todos eles se referem a Opal como "Claire" e a perseguem até o sótão, onde ela tranca a porta. Opal olha pela janela para descobrir que, em vez de sua casa, há um outdoor para "Opal's Burgers", o que implica que ela é de fato Claire e que sua família gentil foi o resultado de sua fuga mental de sua vida real. Ela mais uma vez sucumbe à sua vida de fantasia enquanto sua família real tenta arrombar sua porta.[carece de fontes?]

## Estilo
Eu brinco muito com as palavras, mas elas são sempre escolhidas com muito cuidado. Todas elas fazem todo o sentido. Eu não cantaria algo se não o fizesse.

entrevista na NewRetroWave
Meg Fair, do Pittsburgh City Paper, destacou o talento de Stauber de "puxar sons e influências não relacionados com [sua] música, jogá-los em uma tigela e jogá-los em uma estranha salada que desafia seu paladar musical". Jenna Minnig da PennState CommMedia comparou a música de Stauber com a de Ariel Pink; pois ambos possuem estilos pop hipnagógico e possuem vozes semelhantes, mas acreditou ser desnecessário e reducionista comparar os dois. Chuck Campbell, do Knoxville News Sentinel, descreveu os videoclipes de Stauber como "nostálgicos e infantis, mas também há algo perturbadoramente adulto neles, o tipo de coisa que pode ter surgido em Pee-wee's Playhouse no passado".

### Música
Stauber é bem conhecido por sua música pop hipnagógica, avant-pop,  e synth-pop. Os efeitos vocais únicos de Stauber são desenvolvidos no chuveiro e são inspirados por Donovan em sua música "Hurdy Gurdy Man". Stauber também coleciona objetos para criar sons para usar em músicas, e tem uma gaveta cheia de "várias coisas barulhentas" que coleciona. Stauber usa a gravadora Plopscotch Records para obter direitos autorais sobre sua música.
Artistas que expressaram admiração pela música de Stauber incluem o músico de rock Jon Bon Jovi, o comediante Andy Milonakis, o ator Verne Troyer, o cantor e compositor independente Sidney Gish, e a modelo Paris Jackson.

### Vídeos
Os vídeos de Stauber são principalmente animações, que geralmente são feitas com MS Paint e claymation. Ele geralmente faz todas as vozes para suas animações e grava o diálogo com uma pequena ideia de como seus personagens podem ser. Seus vídeos costumam ser separados em três estilos: "surreais", personagens com expressões faciais estranhas e marcantes e frequentemente parte de suas claymations, "coloridos", que costumam aparecer em suas animações em VHS e videoclipes, e "Stauber faces", personagens de pele clara com narizes de desenho animado. Stauber também é conhecido pelo uso frequente de dentes em seus vídeos e animações. Ele geralmente usa dentes de resina detalhados em seus personagens de argila, embora tenha usado dentes reais. Ele encorajou os fãs a enviarem dentes para ele usar em seus vídeos.
Stauber é bem conhecido por seu intertítulo "created by Jack Stauber" (criado por Jack Stauber). Estes são apresentados no começo ou final de seus vídeos e são usados desde 2017.
Para criar suas animações, Stauber usa o Microsoft Paint para os desenhos. Em seguida, ele sequencia os quadros no Adobe Premiere Pro e executa o vídeo finalizado em uma fita VHS.

## Prêmios e indicações
| Ano  | Organização   | Prêmio                          | Premiado     | Resultado | Ref.  |
| ---- | ------------- | ------------------------------- | ------------ | --------- | ----- |
| 2020 | Shorty Awards | Creative & Media: Best in Weird | Jack Stauber | Venceu    | [ 3 ] |

## Discografia

### Como Jack Stauber

#### Álbuns
| Título      | Detalhes |
| ----------- | --- |
| Finite Form | - Lançamento: 18 de março de 2013 - Gravadora: Plopscotch Records - Formato: Download digital, streaming            |
| Viator      | - Lançamento: 18 de setembro de 2015 - Gravadora: Plopscotch Records - Formato: Download digital, streaming, CD     |
| Pop Food    | - Lançamento: 25 de março de 2017 - Gravadora: Plopscotch Records - Formato: Download digital streaming, CD, vinil  |
| HiLo        | - Lançamento: 14 de abril de 2018 - Gravadora: Plopscotch Records - Formato: Download digital, streaming, CD, vinil |

#### Extended plays
| Título   | Detalhes |
| -------- | --- |
| Reviator | - Lançamento: 18 de setembro de 2017 - Gravadora: Plopscotch Records - Formato: Download digital, streaming |

#### Singles
| Título              | Ano  | Álbum             |
| ------------------- | ---- | ----------------- |
| "Help You"          | 2012 | Singles sem álbum |
| "Axis of Dam"       | 2012 | Singles sem álbum |
| "Lines"             | 2012 | Singles sem álbum |
| "Summer Sickness"   | 2012 | Singles sem álbum |
| "Left"              | 2012 | Singles sem álbum |
| "Times"             | 2012 | Singles sem álbum |
| "Juana Maria"       | 2013 | Singles sem álbum |
| "Christ Potion"     | 2015 | Viator            |
| "Grins Hells"       | 2015 | Singles sem álbum |
| "Tenderly"          | 2017 | Singles sem álbum |
| "Oh Klahoma"        | 2017 | Pop Food          |
| "Dead Weight"       | 2018 | HiLo              |
| "Gettin' My Mom On" | 2018 | HiLo              |

### Como Jack Stauber's Micropop
Stauber também publica sob o nome "Jack Stauber's Micropop", lançando versões estendidas de músicas curtas encontradas em seu canal no YouTube. Essas músicas são menos populares do que suas músicas e álbuns lançados sob seu nome principal, Jack Stauber. Essas versões estendidas geralmente são lançadas antecipadamente para os apoiadores do Patreon de Stauber. Sob o nome Micropop, Stauber lançou seis EPs e uma coletânea, além de duas trilhas sonoras para seus trabalhos com o Adult Swim.

#### Álbuns
| Título                                    | Detalhes                                                                                                   |
| ----------------------------------------- | --- |
| Micropop                                  | - Lançamento: 29 de junho de 2019 - Gravadora: Plopscotch Records - Formato: Download digital, streaming   |
| Shop: A Pop Opera                         | - Lançamento: 12 de março de 2020 - Gravadora: Plopscotch Records - Formato: Download digital, streaming   |
| Jack Stauber's OPAL (Original Soundtrack) | - Lançamento: 6 de novembro de 2020 - Gravadora: Plopscotch Records - Formato: Download digital, streaming |

#### EPs
| Título                                                            | Detalhes |
| ----------------------------------------------------------------- | --- |
| Inchman / Two Time                                                | - Lançamento: June 4, 2018 - Gravadora: Plopscotch Records - Formato: Download digital, streaming           |
| Cheeseburger Family / Fighter                                     | - Lançamento: 6 de agosto de 2018 - Gravadora: Plopscotch Records - Formato: Download digital, streaming    |
| The Ballad of Hamantha / Today Today / Al Dente                   | - Lançamento: 5 de novembro de 2018 - Gravadora: Plopscotch Records - Formato: Download digital, streaming  |
| Baby Hotline / Tea Errors                                         | - Lançamento: 21 de março de 2019 - Gravadora: Plopscotch Records - Formato: Download digital, streaming    |
| Deploy / Those Eggs Aren't Dippy / Out the Ox                     | - Lançamento: 4 de novembro de 2019 - Gravadora: Plopscotch Records - Formato: Download digital, streaming  |
| Dinner Is Not Over / There's Something Happening / Keyman / Cupid | - Lançamento: 7 de fevereiro de 2020 - Gravadora: Plopscotch Records - Formato: Download digital, streaming |